# هنزا (مهریز)
هنزا (مهریز)، روستایی از توابع بخش مرکزی شهرستان مهریز در استان یزد ایران است.
مسجدجامع خونزا:این بنا در روستای هنزا در 15 کیلومتری شهرستان مهریز دراستان یزد واقع گردیده و ظاهراً بنای اولیه آن، از آثار قرن نهم ه-.ق است و به دستور ایت الله احمد احمدی پدر محمدحسن احمدی فقیه یزدی بازسازی شده است. مسجدی کوچک است که تنها اثر تاریخی آن، دری کنده کاری مورخ 898 ه-.ق و کار" استاد رشید" است .از دیگر اثار این روستا میتوان به حمام ان اشاره کرد که در حال حاضر ویرانه ای بیش نیست.نام بخشی از این روستا سیداباد هست که یکی از چهار روستای سادات نشین یزد حساب میشود. مانند سادات میرشمسی و محمدی فرد(خارکن)... از قنات های قدیمی این روستا هم میتوان به قنات جعفر خوانی و قنات مزار اشاره کرد.
روستای هنزا در بخش مرکزی شهرستان مهریز یزد و در فاصله ۲۳ کیلومتری شمال غرب این شهر واقع شده است. با قرارگیری در میان یک دره، این روستا آب‌و‌‌هوایی معتدل و خشک دارد. خانه‌های بافت روستا از مصالح ساده‌ ساخته شده‌اند و با دیوارهای سنگ‌چین و خشت و گلی و درهای ساده چوبی مزین به گل‌میخ‌ها و کوبه‌های زیبا، حسی از سادگی را در ببیندگان ایجاد می‌کنند. از بناهای جالب توجه روستا، مسجد آن است که کنده‌کاری‌های ظریف در چوبی و کاشی‌ منقوش به اسما متبركه در سردر مسجد، از نکات برجسته معماری آن به شمار می‌روند. همچنین حسینیه هنزا با رواق‌های متعدد و درختان کهنسال چنار، از دیگر دیدنی‌ های مهریز در این روستا هستند.
از دیگر جاذبه های دیدنی روستای هنزا حمام گیوه بافی در محله علیا و مسجد جامع هنزا و مسجد سنگی حاج ملااحمد می‌توان اشاره کرد. 
Hanza (Mehriz) is a village in the central part of Mehriz city in Yazd province of Iran. Khunza Jame Mosque: This building is located in Khunza village, 15 km from Mehriz city in Yazd province, and apparently its original building is from the works of the 9th century AH and was rebuilt by the order of Ayatollah Ahmad Ahmadi, the father of Mohammad Hassan Ahmadi, a Yazdi jurist. It is a small mosque, the only historical work of which is a carved door dated 898 AH and the work of "Ostad Rashid". Among the other works of this village, we can mention its bathroom, which is now nothing more than a ruin. The name of a part of this The village of Sidabad is one of the four villages of Sadat Nashein in Yazd. Like Sadat Mirshamsi and Mohammadi Fard (Kharkan)... Among the old aqueducts of this village, we can mention the Jafar Khani aqueduct and the Mazar aqueduct. Hanza village is located in the central part of Mehriz city of Yazd, 23 kilometers northwest of this city. Being located in the middle of a valley, this village has a moderate and dry climate. Village-style houses are made of simple materials and with stone, clay and mud walls and simple wooden doors decorated with beautiful studs and doorknobs, they create a sense of simplicity in the viewers. One of the most interesting buildings of the village is the mosque, whose delicate wooden and tile carvings inscribed with the blessed name at the front of the mosque are among the highlights of its architecture. Also, Hosseinieh Hanza with numerous porticoes and old plane trees are among the other sights of Mehriz in this village. Among the other attractions of Hanza village, we can mention Hammam Giveh Bafi in the upper neighborhood, Jame Mosque of Hanza, and Haj Mulla Ahmad Stone Mosque.  

## جمعیت
این روستا در دهستان میانکوه قرار دارد و براساس سرشماری مرکز آمار ایران در سال ۱۳۸۵، جمعیت آن ٣١١ نفر (۴۸خانوار) بوده‌است.